# Cantonul Limours
Cantonul Limours este un canton din arondismentul Palaiseau, departamentul Essonne, regiunea Île-de-France, Franța.

## Comune
| Comune             | Populație (1999) | Cod poștal | Cod INSEE   |
| ------------------ | ---------------- | ---------- | ----------- |
| Boullay-les-Troux  | 649 hab.         | 91470      | 91 3 13 093 |
| Briis-sous-Forges  | 3.364 hab.       | 91640      | 91 3 13 111 |
| Courson-Monteloup  | 595 hab.         | 91680      | 91 3 13 186 |
| Fontenay-lès-Briis | 1.882 hab.       | 91640      | 91 3 13 243 |
| Forges-les-Bains   | 3.723 hab.       | 91470      | 91 3 13 249 |
| Gometz-la-Ville    | 1.374 hab.       | 91400      | 91 3 13 274 |
| Gometz-le-Châtel   | 2.588 hab.       | 91940      | 91 3 13 275 |
| Janvry             | 584 hab.         | 91640      | 91 3 13 319 |
| Les Molières       | 1.961 hab.       | 91470      | 91 3 13 411 |
| Limours            | 6.459 hab.       | 91470      | 91 3 13 338 |
| Pecqueuse          | 623 hab.         | 91470      | 91 3 13 482 |
| Vaugrigneuse       | 1.269 hab.       | 91640      | 91 3 13 634 |